# HB (banda)
HB fue una banda de metal sinfónico cristiano, formada en Forssa, Finlandia en el año 2002. Han grabado un demo, cuatro álbumes en su idioma finés, las versiones en inglés de tres de ellos, tres singles, y un DVD en vivo filmado en el Maata Näkyvissä Festival.

## Historia
Con respecto al origen y el significado de las iniciales HB, Johanna Aaltonen afirmó en el sitio web oficial de la banda: De hecho las iniciales H y B en realidad no significan nada. Una vez tuvimos un concurso en nuestra página web, donde la gente podía sugerir significados diferentes para las dos letras. Holy Bible fue una de las sugerencias.
Musicalmente se asemejan a la banda Within Temptation, por su estilo metal sinfónico con sonidos potentes de las guitarras, bajo y batería, fusionados con instrumentos característicos de la música clásica, coro y hasta algunas estrofas de canto lírico por parte de su vocalista Johanna Aaltonen.
La banda se caracteriza además por el fuerte contenido espiritual en sus letras, es por esto que es clasificada como una banda de metal cristiano. 
El 25 de febrero de 2013, anunciaron a través de su sitio web, que su vocalista Johanna Aaltonen, dejaba la banda por motivos personales y en su reemplazo entraba Miia Rautkoski, cantante del proyecto de eurodance cristiano, G-Powered. Miia se presentó ante los fanáticos en un video en el canal Youtube de la banda. Además anunciaron dos CD compilatorios y el nuevo álbum Pääkallonpaikka en versión inglesa para ese mismo año. Los guitarristas Bob y Sofia también abandonaron la banda, y el 3 de mayo de 2014 Johanna Aaltonen regresó con HB.
El 10 de diciembre de 2016, la banda realizó un concierto de despedida en el evento Christmas Rock Night (Alemania), donde anunciaron la disolución de la banda.
El 9 de marzo de 2022, la banda subió un vídeo musical a sus páginas oficiales titulado Praying of Europe, después de más de 7 años del anuncio de su separación, sin dar más noticias si habrá algún regreso de la banda.

## Miembros

### Última agrupación
- Johanna Kultalahti (Aaltonen) - Vocalista/Cantante (2002-2013, 2014-2016)
- Antti Niskala -  Teclado/Guitarra (2002-2016)
- Tuomas Kannisto - Bajo (2009-2016)
- Markus Malin - Batería (2007-2009, 2011-2016)

### Exmiembros
- Keijo Kauppinen - Guitarra (2006-2007)
- Tuomas Mäki-Kerttula - Bajo (2002-2008)
- Tommi Huuskonen - Bajo (2008-2009)
- Janne Karhunen - Guitarra (2007-2009)
- Samuel Mäki-Kerttula - Batería (2002-2007, 2009-2011)
- Bob Kanervo - Guitarra (2009-2011)
- Sofia Ylinen - Guitarra (2009-2011)
- Miia Rautkoski - Vocalista/Cantante (2013-2014)

## Discografía
| Título                     | Año  | Formato             | Idioma |
| -------------------------- | ---- | ------------------- | ------ |
| Demo                       | 2002 | Demo                | Finés  |
| Uskon Puolesta             | 2003 | Álbum               | Finés  |
| Turhaa Tärinää?            | 2004 | Sencillo            | Finés  |
| Enne                       | 2006 | Álbum               | Finés  |
| Can You Road?              | 2006 | DVD                 | Finés  |
| Frozen Inside              | 2008 | Álbum               | Inglés |
| Piikki Lihassa             | 2008 | Álbum               | Finés  |
| Perkeleitä                 | 2009 | Sencillo            | Finés  |
| Pääkallonpaikka            | 2010 | Álbum               | Finés  |
| The Jesus Metal Explosion  | 2010 | Álbum               | Inglés |
| The Battle of God          | 2011 | Álbum               | Inglés |
| Lopun Alkuja, Alun Loppuja | 2013 | Álbum recopilatorio | Finés  |
| Mary                       | 2014 | Sencillo            | Inglés |

## Videografía
| Título                    | Año  |
| ------------------------- | ---- |
| It Is Time                | 2008 |
| The Jesus Metal Explosion | 2010 |
| The Evil Song             | 2013 |